# Hakea aenigma
Hakea aenigma är en tvåhjärtbladig växtart som beskrevs av W.R. Barker & L. Haegi. Hakea aenigma ingår i släktet Hakea och familjen Proteaceae. Inga underarter finns listade i Catalogue of Life.